# Пензија
Пензија или мировина је месечна новчана накнада и друге бенефиције на које појединац стиче право по основу осигурања за случај старости, инвалидности и смрти, а под условима утврђеним законом. Пензије се исплаћују и постхумно у случајевима када наследници и друге материјално зависне особе нису у стању да се самостално издржавају. Тако да у зависности од услова под којима је стечена, пензија може бити старосна, инвалидска или породична. Традиционално, пензијски фонд је у домену државних издатака, али се либерализацијом тржишта услуга све више укључују приватни фондови осигурања. Ово у ствари значи да особа уплаћује извесну суму новца током свог радног стажа, а онда, када оде у пензију добија материјалну надокнаду на основу тих доприноса. Постоје и случајеви, као у Аустралији, на пример, да сви грађани који напуне одређени број година стичу право на пензију. Немачка је иначе прва земља која је увела старосну пензију 1889. године.
Особе које посједују право на пензију, називају се пензионери. Осим новчане надокнаде, пензионери могу имати и друге повластице, као што је, на пример, право на мању цену возних карата у градском превозу.

## Пензионо осигурање у Србији
Пензионо осигурање у Србији спроводи се преко Републичког Фонда за пензијско и инвалидско осигурање, познатог као ПИО Фонд. Права из пензијског и инвалидског осигурања остварују сви осигураници запослени, осигураници самосталних делатности и осигураници пољопривредници.

### Историја пензионог осигурања у Србији
Године 1833. Милош Обреновић потписао је решење првом српском „пензионеру”, извесном Илији Марковићу. Датум на решењу је 10. октобар 1833. године, а износ месечне надокнаде био је 100 аустријских талира. Две године касније донето је и прво решење о „породичној пензији”, када је право на месечну надокнаду добила Карађорђева удовица Јелена Ђ. Петровић. Датум на решењу је 23. фебруар 1835. године, а износ надокнаде 500 талира.
Године 1841. година Михаило Обреновић доноси Уредбу о пензијама чиновника, а још две овакве уредбе донете су 1861. и 1871. године. Године 1853. у Крагујевцу је основана Тополивница, а од половине следеће године њен управник био је први српски школовани артиљеријски официр Петар Протић. Он је, још пре доласка на место управника, иницирао оснивање „Болесничке касе“ која је требало да реши питања здравственог осигурања радника ангажованих у Тополивници, што се може сматрати клицом пензионог осигурања радника и неком врстом зачетка синдикализма код Срба.
Први Пензијски закон у Србији написан је 1850. Године 1922. донет је Закон о осигурању радника, у коме се даље разрађују видови пензијско-инвалидске заштите осигураника и чланова њихових породица. Овај закон сврстан је тада у најнапредније законе из ове области у Европи. Међутим, примена пензијске заштите по овом закону почела је тек 1937.
После Другог светског рата, доласком нове власти, област пензионог осигурања почиње интензивно да се уређује.
- Већ 1945. доноси се Закон о провођењу социјалног осигурања на подручју ДФЈ.
- Две године касније донесен је Закон о социјалном осигурању радника, намештеника и службеника, којим је уведено државно социјално осигурање.
- Године 1950. овим законом обухваћене су и породице радника и службеника.
- Године 1952. Уредбом Владе ФНРЈ формиран је Републички завод за социјално осигурање.
- Године 1958. донесен је и први Закон о инвалидском осигурању.
- Године 1978. омогућено је добровољно осигурање пољопривредника. Обавезно осигурање удружених пољопривредника уведено је 1983. године, а три године касније и обавезно пензијско и инвалидско осигурање свих пољопривредника.

Распад СФРЈ условио је поновно уређивање ове области у оквиру СРЈ:
- Године 1992. донесен је Закон о пензијском и инвалидском осигурању.
- Године 1993. формирани су републички фондови за пензијско и инвалидско осигурање запослених, самосталних делатности и пољопривредника.

Када су се 2003. раздвојиле Црна Гора и Србија ова област уређена је у оквиру Србије. Исте године донесен је Закон о пензијском и инвалидском осигурању Србије. Републички фонд за пензијско и инвалидско осигурање основан је 2008. и функционише као јединствени Фонд за пензијско и инвалидско осигурање који је објединио раније постојећа три фонда — запослених, самосталних делатности и пољопривредника. Од 1. јануара 2012. године Републички фонд за пензијско и инвалидско осигурање преузима послове остваривања права из пензијског и инвалидског осигурања и послове исплате права од Фонда за социјално осигурање војних осигураника.